# Ács József (költő)
Ács József (Budapest, 1965. október 24. –) magyar író, költő.

## Életpályája
Szülei: Ács József és Bosnyákovits Mária. Tanulmányait az ELTE Természettudományi Kar (ELTE TTK) fizikus szakán végezte 1985–1990 között. 1990 óta jelennek meg versei. 1990–1991 között a Táncművészeti Szövetség szervezőjeként dolgozott. 1992–1998 között a Táncfórum nemzetközi levelezője volt. 1995–2000 között a Vadamosi Vendégség című időszakos kiadvány, valamint a Vadamosi Füzetek egyik szerkesztője volt. 1998 óta programozó. A Liget című irodalmi és ökológiai folyóiratban rendszeresen jelennek meg versei, prózái, színdarabjai és esszéi. A Civil Rádióban Lélegzetvétel címmel hallható zenei-irodalmi összeállítása.

## Művei
- Helyben vagyunk (versek, Orpheusz Könyvek, 1993)
- Világítóudvar. Versek, 1993-2001; Orpheusz Könyvek, Bp., 2001
- Orfeum az alvilágban (versek, prózák, egyfelvonásosok, Liget, 2005)
- Történetek életre-halálra (Kolovratnik Krisztiánnal; versek, prózák, Liget, 2008)
- A megértés luxusa (esszék, Liget, 2011)
- Összeesküvések (egyfelvonásos, Liget, 2021)
- Gyufák, cigaretták, tükrök (versek, Liget, 2022)

## Díjak, elismerések
- Nizzai Kavics-díj (2004)